# De Koppel
De Koppel is een woonwijk in de stad Amersfoort, in de Nederlandse provincie Utrecht.  De wijk ligt ten noordwesten van de Amersfoortse binnenstad en wordt begrensd door de singelgracht, de Eem, de Ringweg Koppel en de spoorlijn van Amersfoort naar Zwolle.
Aangenomen wordt dat de naam is afgeleid van het Oost-middelnederlandse woord coppel, dat gemeenschappelijke weide betekent. Daarmee wordt verwezen naar een gemeenschappelijk weidegebied (de markegronden) die de bisschop van Utrecht in 1399 afdroeg aan Amersfoort. Ook de Koppelpoort, die toegang gaf tot de Koppel, is naar dit weidegebied genoemd.
De bouw van de woonwijk begon in de jaren vijftig van de 20e eeuw. De Koppel was een van de wijken die volgens het plan van stadsarchitect David Zuiderhoek de binnenstad weer het geografisch middelpunt van de stad deden zijn. Door de bouw van de wijk hoopte de gemeente de heersende woningnood te lenigen. De overblijfselen van de Grebbelinie, die door dit gebied had gelopen, verdwenen door de woningbouw grotendeels uit het stadsbeeld. Alleen de Hooglandsedijk, die langs het Moerasgebied Hooglandsedijk loopt, herinnert nog aan de oude linie. Het moerasgebiedje, in een oude arm van de Eem, is ingericht als natuurgebied.
Het westelijk deel van de wijk bestaat uit Airey-woningen met gevels van betonplaten. De buurten in dit deel, gescheiden door de Kwekersweg, heten Jeruzalem en Jericho. Het oostelijk deel bestaat uit middelhoogbouw en laagbouw uit de jaren zestig.